# Caminos de Guanajuato
Caminos de Guanajuato é uma telenovela mexicana produzida e exibida pela Azteca 13 entre 11 de maio e 11 de setembro de 2015.
É um remake da série espanhola Gran reserva, produzida em 2010.
A trama foi protagonizada por Iliana Fox e Erik Hayser e antagonizada por Álvaro Guerrero, Alejandra Lazcano, Alberto Guerra, Marco Pérez, Cinthia Vázquez, Sylvia Sáenz e Pia Watson.

## Sinopse
A família Coronel, dirigido por Patriarca, Don Melchor convive em equilíbrio com a família Rivero, conduzido por D. Alonso. Para o primeiro, o vinho é um negócio lucrativo; para o último, as vinhas e as terras são um modo de vida. Apesar de suas diferenças, ambas as famílias vivem em um equilíbrio que rompe radicalmente quando alguém tenta matar Gilberto, o filho mais velho do coronel e ex-parceiro de Florença, a filha de Rivero.
Embora o jovem sobreviva, ele perde sua memória, e isso faz com que o mundo de um e outro se altere para sempre. Duas famílias como protagonistas e uma etapa: as vinhas de Guanajuato, que testemunharão amores impossíveis, mentiras, traições, ciúmes, ambição ...

## Elenco
- Iliana Fox - Florencia Rivero Lozada
- Erik Hayser - Gilberto Coronel Manterola
- Álvaro Guerrero - Melchor de Jesús Coronel Orrantí
- Dolores Heredia - Magdalena Lozada Vda. de Rivero
- Alejandra Lazcano - María Clara Portillo Soler de Coronel
- Alberto Guerra - Rómulo Coronel Manterola
- Fabián Corres - Pascual Coronel Manterola
- Vanessa Acosta - Alba Rosaura Coronel Manterola de Calles
- Marco Pérez - Alfredo "Fredy" Calles
- Claudio Lafarga - Darío Rivero Lozada
- Cinthia Vázquez - Sonia Flores Cano
- Sylvia Sáenz - Olivia Peñalosa
- Rodolfo Arias - Alonso Rivero / Adolfo Rivero
- Emilio Guerrero - Comandante Chavero
- Alan Ciangherotti - Javier Madero García
- Blas García - Callao
- Nohelia Betancourt - Celeste Montes de Oca
- Nahuel Escobar - Manuel Hernández Junco
- JuanMa Muñoz - José Ángel
- Marian Said - Cecilia Coronel Portillo
- Dani Crespo - María Coronel Flores
- Ramiro Tomasini - Hernán
- Héctor Parra - Horacio Lagunes
- Rafael Sánchez-Navarro - Javier Zamora
- Christian Vázquez - Celso Mora
- Gabriela Andrade - Soledad Lagunes
- Caribe Álvarez - Salomón
- Claudia Lobo - Rosaura Manterola
- Agustín Zurita - Héctor
- Amara Villafuerte - Dra. Velasco
- Francisco Barcala - Jesús Riojano
- Pilar Fernández - Nuria Cordero
- Natalia Farías - Lorena
- Pía Watson - Julia Coronel
- Larissa Mendizábal - Lariza Jerezano
- Israel Amescua - Ramón Manterola / Ramón Coronel Manterola
- Jair de Rubin - Emilio
- Saúl Hernández - Adrián
- Carlos del Campo - Dr. Carlos Rubin
- Paco Mauri - Ramiro Belmonte
- Georgina Tabora - Elvira
- Antuan - Jonás
- Citlali Galindo - Lic. Perla Martínez
- Mayra Sierra - Mar
- Adrián Rubio - Marcos Celaya
- Francisco Barcala - Jesús Riojano